# Llei del Procediment Laboral
La Llei 42/1994, de 30 de desembre, de mesures fiscals, administratives i de l'ordre social, va autoritzar el Govern, en la disposició final sisena, perquè, en el termini de tres mesos des de la seva entrada en vigor, elabori un text refós del Reial decret legislatiu 521/1990, de 27 d'abril, pel qual s'aprova el text articulat de la Llei de procediment laboral, que incorpori les modificacions introduïdes per la mateixa Llei esmentada; per la Llei 11/1994, de 19 de maig, per la qual es modifiquen determinats articles de l'Estatut dels treballadors, del text articulat de la Llei de procediment laboral i de la Llei sobre infraccions i sancions d'ordre social; per la Llei 14/1994, d'1 de juny, per la qual es regulen les empreses de treball temporal, i per la Llei 18/1994, de 30 de juny, per la qual es modifica la normativa d'eleccions als òrgans de representació del personal al servei de les administracions públiques, de la Llei 9/1987, de 12 de juny, modificada per la Llei 7/1990, de 19 de juliol.